# Lame mince

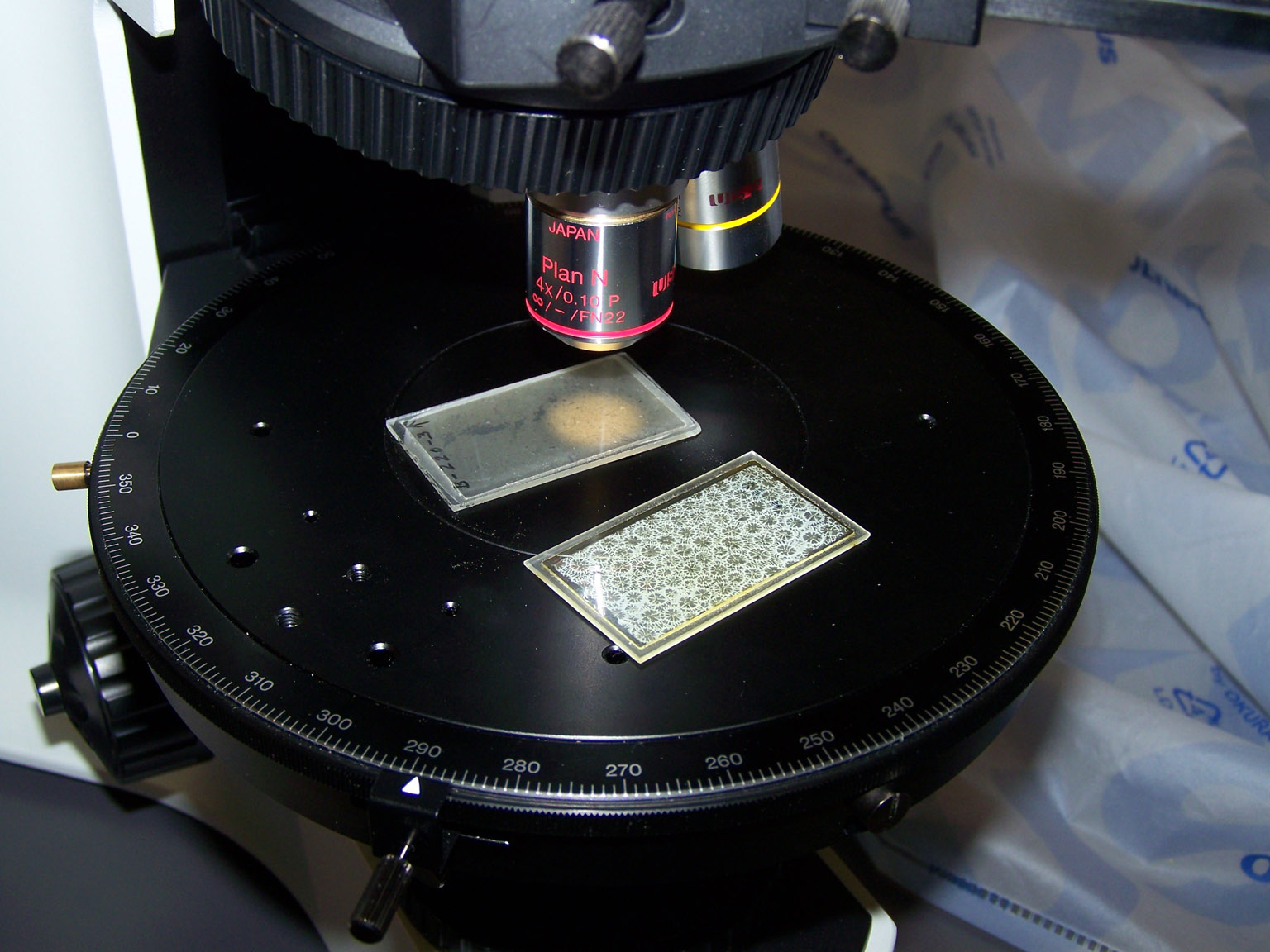
Lames minces de roches calcaires sur une platine porte-lame de microscope polarisant.

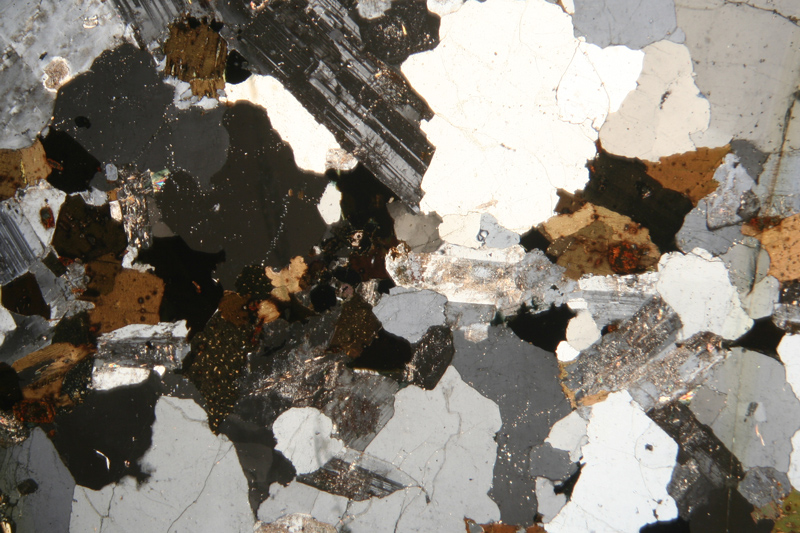
Photomicrographie d'une lame mince de granite en lumière polarisée analysée (LPA): le quartz présente des teintes de polarisation dans les blancs et gris et les feldspaths potassiques dans les gris généralement plus foncés. Les plagioclases s'identifient par leur stries typiques (macles polysynthétiques). La biotite apparaît sous forme de cristaux automorphes, dont la teinte irisée est masquée par la couleur brune du minéral. Les feldspaths présentent souvent un aspect poussiéreux ou moucheté légèrement brunâtre qui traduit leur altération en séricite.

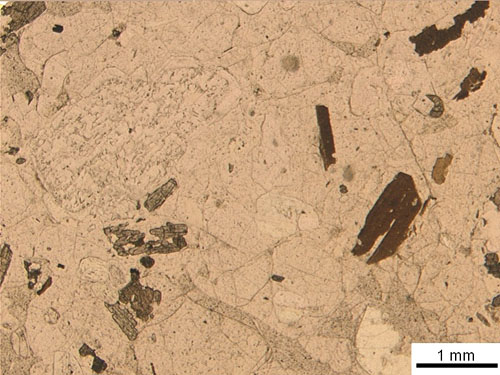
Photomicrographie d'une lame mince de latite en lumière polarisée non analysée (LPNA).

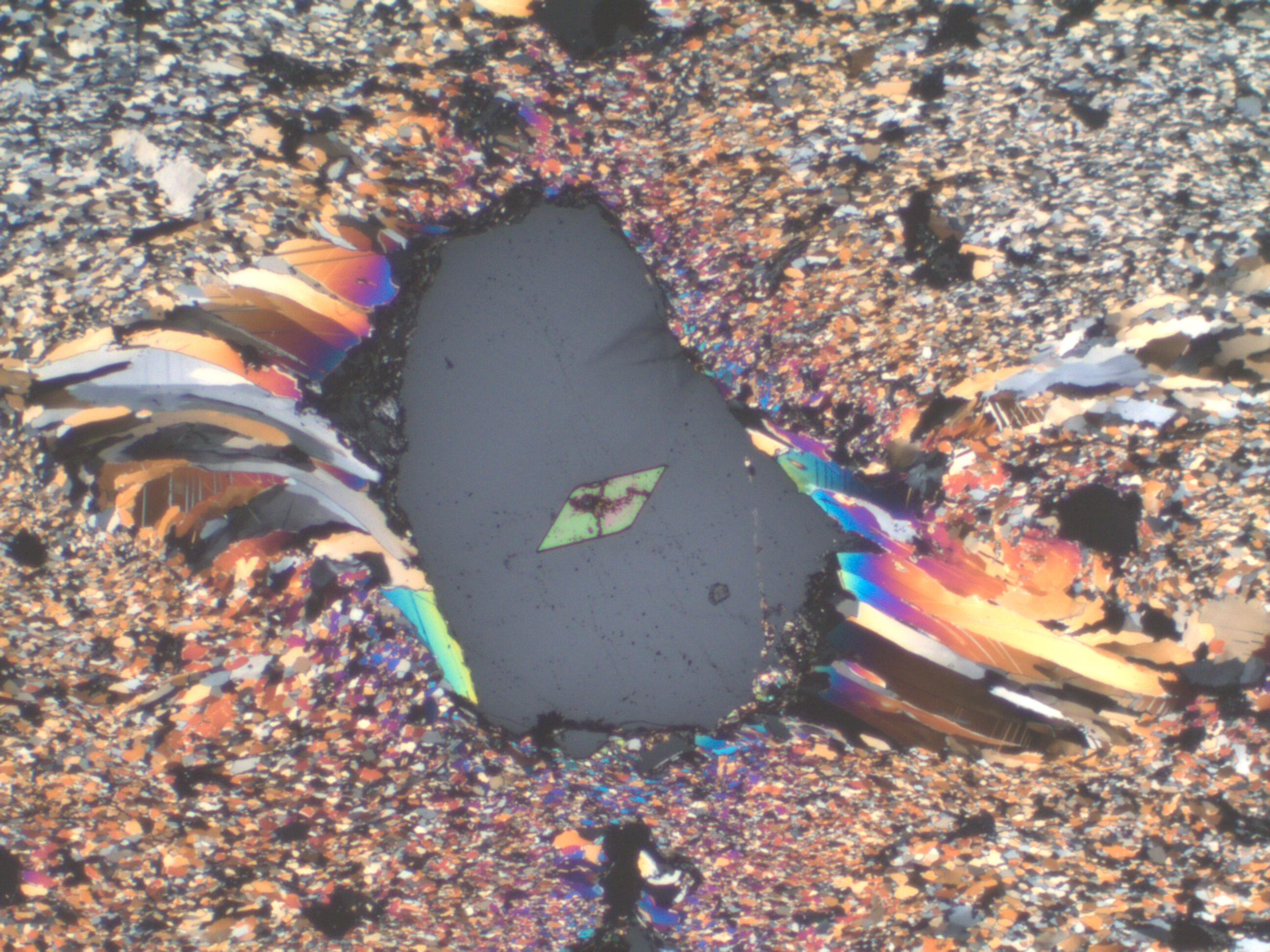
Lame ultra-mince d'une roche carbonatée. Les couleurs irisées (couleurs d'interférence) sont un artéfact dû à un polissage irrégulier.

Une lame mince est une préparation microscopique spécifique consistant en la confection d'une section amincie d'un fragment de roche, pour permettre à la lumière de traverser la plupart de ses minéraux qui ne sont pas translucides. Elle peut également être réalisée avec des échantillons de sols dans le cadre d'études de micromorphologie.
La lame mince est généralement observée à l'aide d'un microscope pétrographique en lumière normale (lumière naturelle), en lumière réfléchie (pour les minéraux non transparents même dans une lame mince) ou en lumière polarisée, mais aussi avec divers instruments d'analyse fine comme le microscope électronique à balayage, la micro-sonde électronique ou l'analyseur en micro-fluorescence X. Cette préparation microscopique peut aussi être enregistrée à l'aide d'une photomicrographie.
La confection consiste à amincir un échantillon de roche, préalablement collé sur une plaque de verre, à une épaisseur de 20 à 30 micromètres (davantage pour les lames destinées à la micropaléontologie ou au format pédologique, de 2 à 12 μm pour une lame ultra-mince).
En pétrologie, ces préparations permettent de connaitre la constitution minéralogique des roches, leur origine ou la modalité de leur formation (roche sédimentaire, roche magmatique, roche métamorphique). L'observation des lames minces au microscope équivaut ainsi à un voyage dans le temps qui donne aux scientifiques un moyen direct de découvrir les secrets des roches et de l'histoire de la Terre.

## Éléments historiques
La réalisation de lames minces est développée par des scientifiques de l'école anglaise dans la première moitié du XIXe siècle. Perfectionnant une technique apprise d'un lapidaire d'Édimbourg, George Sanderson, le géologue écossais William Nicol confectionne dès 1815 des lames minces de bois fossile et de calcaire oolithique. Il ne les étudie pas lui-même, mais les donne à son ami et collègue Henry Witham (en) qui publie « en 1831 la première reproduction d'une lame mince étonnamment semblable à celles que l'on utilise encore aujourd'hui ». L'application systématique de cette méthode sur les roches, pendant trente ans, par le géologue anglais Henry Clifton Sorby, aboutit en 1858 à la publication du mémoire On the Microscopical Structure of Crystals (Des structures microscopiques des cristaux) qui est considéré comme le point de départ de la pétrographie microscopique. La technique étant compliquée, Sorby n'a pas de successeur en Angleterre et elle se développe avec l'école allemande dans la seconde moitié du XIXe siècle, avec des pétrographes comme Franz Unger, Hermann Vogelsang (de), Carl Ferdinand Peters (de) et Harry Rosenbusch (en).
Depuis les années 1950, l'observation au microscope est complétée par des techniques d'analyse issues de la physique (microscope électronique à balayage, micro-sonde électronique ou l'analyseur en micro-fluorescence X), de la géochimie (méthode de datation absolue des roches en géochronologie), de l'informatique (accroissement des capacités de calcul), ainsi que par les progrès de l'expérimentation (cellules à enclumes de diamant qui reproduisent artificiellement des hautes pressions et températures).

## Confection
En prospection sur le terrain, un géologue fractionne une roche avec un burin ou prélève une carotte. Il transmet les échantillons de roches au lithopréparateur qui réalise des lames minces en suivant un protocole dont les principales étapes sont, :
1. La confection d'un talon de roche (d'un gabarit généralement de 3 cm sur 4 cm pour quelques mm d'épaisseur, ou d'un « sucre » de taille moindre) à l'aide d'une scie à lame diamantée ;
2. Le surfaçage et la rectification d'une des faces du talon : polissage par une meule ou un lapidaire, puis rodage à l'aide d'une poudre abrasive ;
3. Le collage de l'échantillon sur une lame porte-objet (plaque en verre de microscope, généralement de dimensions 30 mm sur 45 pour une épaisseur d'1,5 mm) au moyen d'une résine synthétique ou d'un baume du Canada ;
4. L'arasage du talon à l'aide d'une scie diamantée (l'échantillon atteint une épaisseur de 100 à 200 μm) puis rodages successifs à la poudre abrasive jusqu'à obtenir une épaisseur de 20 à 30 μm ;
5. Le nettoyage et le séchage de la lame mince et, en règle générale, collage au-dessus d'une lamelle de verre pour protéger la fine section.

« Il est possible de confectionner des lames minces artisanalement sans outillage spécial à partir d'éclats obtenus au marteau, ou par serrage dans un étau, et par amincissement et polissage à l'émeri sur une plaque de verre ».

## Galerie

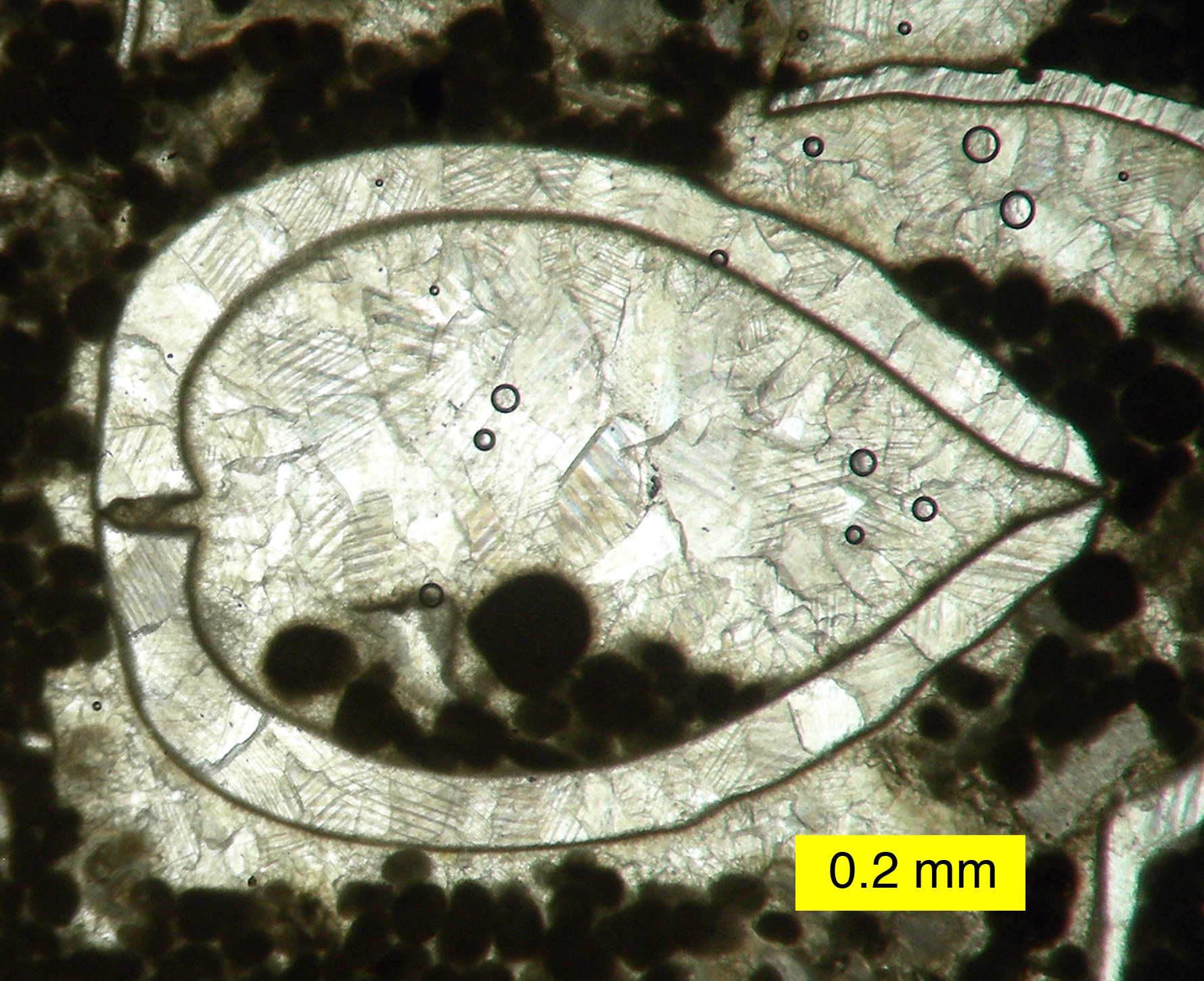
Photomicrographie d'une coquille calcaire de bivalve vue en lame mince.
Lorsqu'une roche est soumise à des contraintes tectoniques, le quartz présente un phénomène d'extinction roulante ou onduleuse.